# Jean Banières

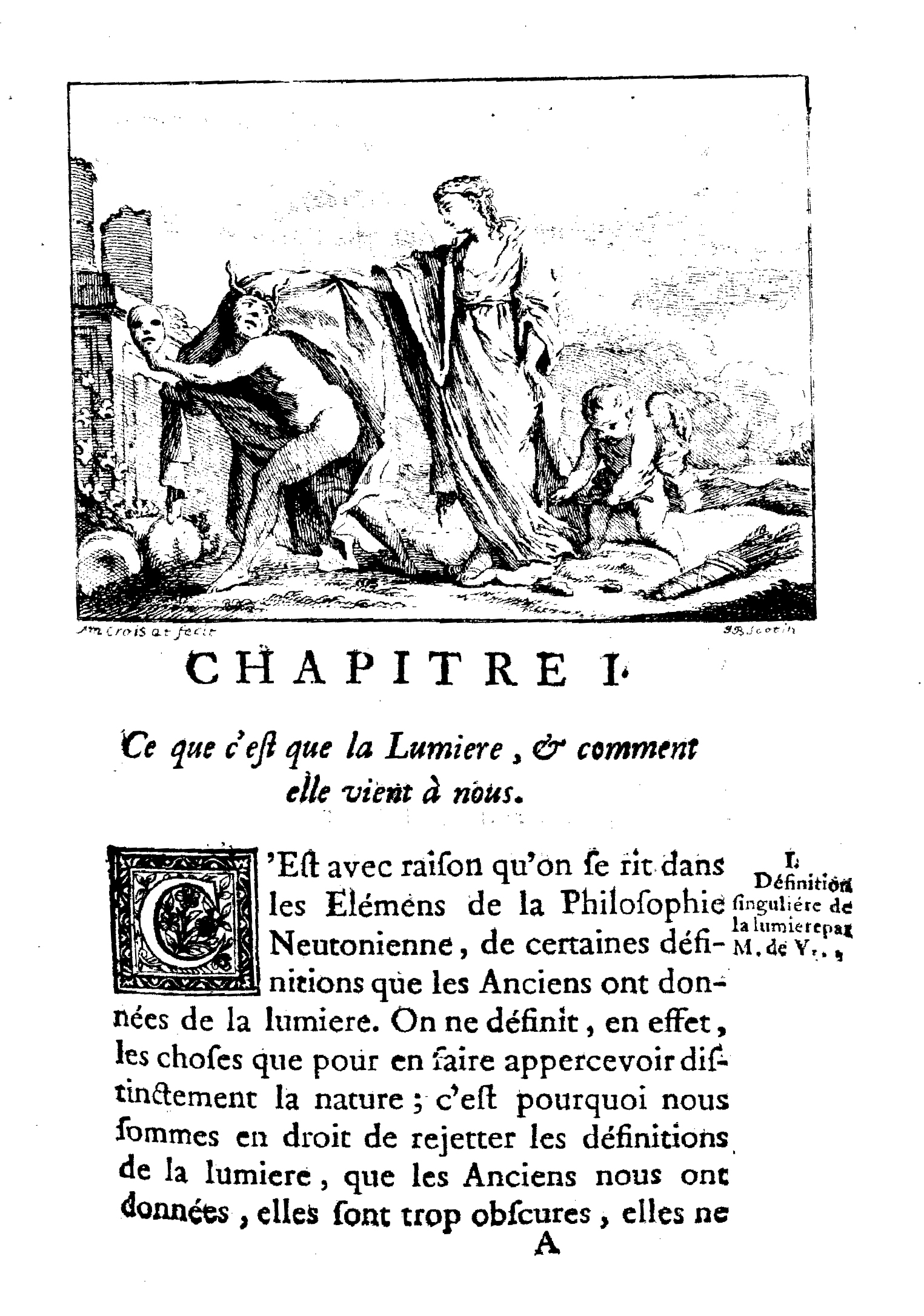
Chapitre I de Examen et réfutation des Elemens de la philosophie de Neuton de M. De Voltaire

Jean Banières est un philosophe et physicien français du XVIIIe siècle, dont l'activité est attestée entre 1725 et 1740.
Cartésien zélé, il a critiqué les théories newtoniennes de Voltaire sur la lumière et les couleurs. Il défend l’analogie entre les sons et les couleurs.

## Œuvres
- Traité phisique, de la lumiere et des couleurs, du son et des différens tons, Paris, veuve Mazieres & Jean-Baptiste Garnier, 1737, LXVIII-404 p. (lire en ligne).
- Examen et réfutation des Elemens de la philosophie de Neuton de M. De Voltaire, avec une dissertation sur la réflexion et la réfraction de la lumière, Paris, Jacques Lambert, 1739, XCVIII-308 p. (lire en ligne).